# Republikeinse Partij Nederland
De Republikeinse Partij Nederland is een voormalige politieke partij die ernaar streefde om van Nederland een republiek te maken. Aanleiding was de zeer omstreden verloving van kroonprinses Beatrix met de Duitse edelman Claus van Amsberg op 10 juni 1965.

## Geschiedenis
Op 22 december 1965 werd in Rotterdam de Republikeinse Partij Nederland opgericht door Arend Dunnewind (Leidschendam), A. M. Löbler-Polling (Rotterdam), Th. Evenwel (Rotterdam) en P. van Esch (Den Haag). Eerder, op 18 oktober, had Dunnewind het comité Monarchie opgericht, dat pleitte voor prinses Margriet als troonopvolgster in plaats van Beatrix (prinses Irene was het jaar daarvoor al uitgesloten), maar toen de huwelijkswet werd goedgekeurd, trok Dunnewind korte tijd later de conclusie dat Nederland een republiek moest worden.
Al in januari 1966 kwam het tot een scheuring: het door Löbler-Polling opgestelde 'werkprogram' was volgens Dunnewind onrealistisch en hij vond zijn eigen 'Centrum-beginselprogramma' beter. De overige bestuursleden vonden dat Dunnewind te snel de publiciteit had gezocht in plaats van eerst de partij goed te organiseren, en ze gingen met zijn drieën verder. Eind februari reageerde minister-president Jo Cals op een brief van de Republikeinse Partij Nederland dat ambtenaren lid mogen worden van de partij zonder te worden ontslagen. De Kiesraad liet ondertussen weten de Republikeinse Partij niet te kunnen accepteren omdat het bestuur uiteen was gevallen.
Arend Dunnewind registreerde in oktober 1966 zijn Democratisch Republikeinse Partij bij de Kiesraad. De eerder van hen afgesplitste Republikeinse Partij had zich ook geregistreerd, maar zij onderhandelden inmiddels over een verzoening, waarbij Dunnewind was uitgeschakeld. Begin januari 1967 kondigde de Republikeinse Partij aan niet mee te kunnen doen aan de Tweede Kamerverkiezingen van 1967.
In oktober 1968 werd in Hoogeveen door Klaas Hilberink de oprichting van Republikeinse Democraten Nederland (RDN) bekendgemaakt, dan reeds 1200 leden tellend. Een week later werden onderhandelingen aangekondigd voor een fusie tussen RDN en de Republikeinse Partij Nederland van G. C. Bijsterveld uit Rotterdam, die toen nog 200 leden had. Hilberink meldde in mei 1970 dat zijn partij, op dat moment met zo'n 2000 sympathisanten, zou meedoen aan de Tweede Kamerverkiezingen van 1971, en stelde daarbij 'zonder meer' vier en wellicht zelfs acht zetels te zullen behalen, maar dit is niet gebeurd.